# Rue de Paris (Montreuil)
Pour les articles homonymes, voir Rue de Paris.
La rue de Paris est un des axes importants de Montreuil en Seine-Saint-Denis. Son tracé correspond à celui de la route nationale 302.

## Origine du nom

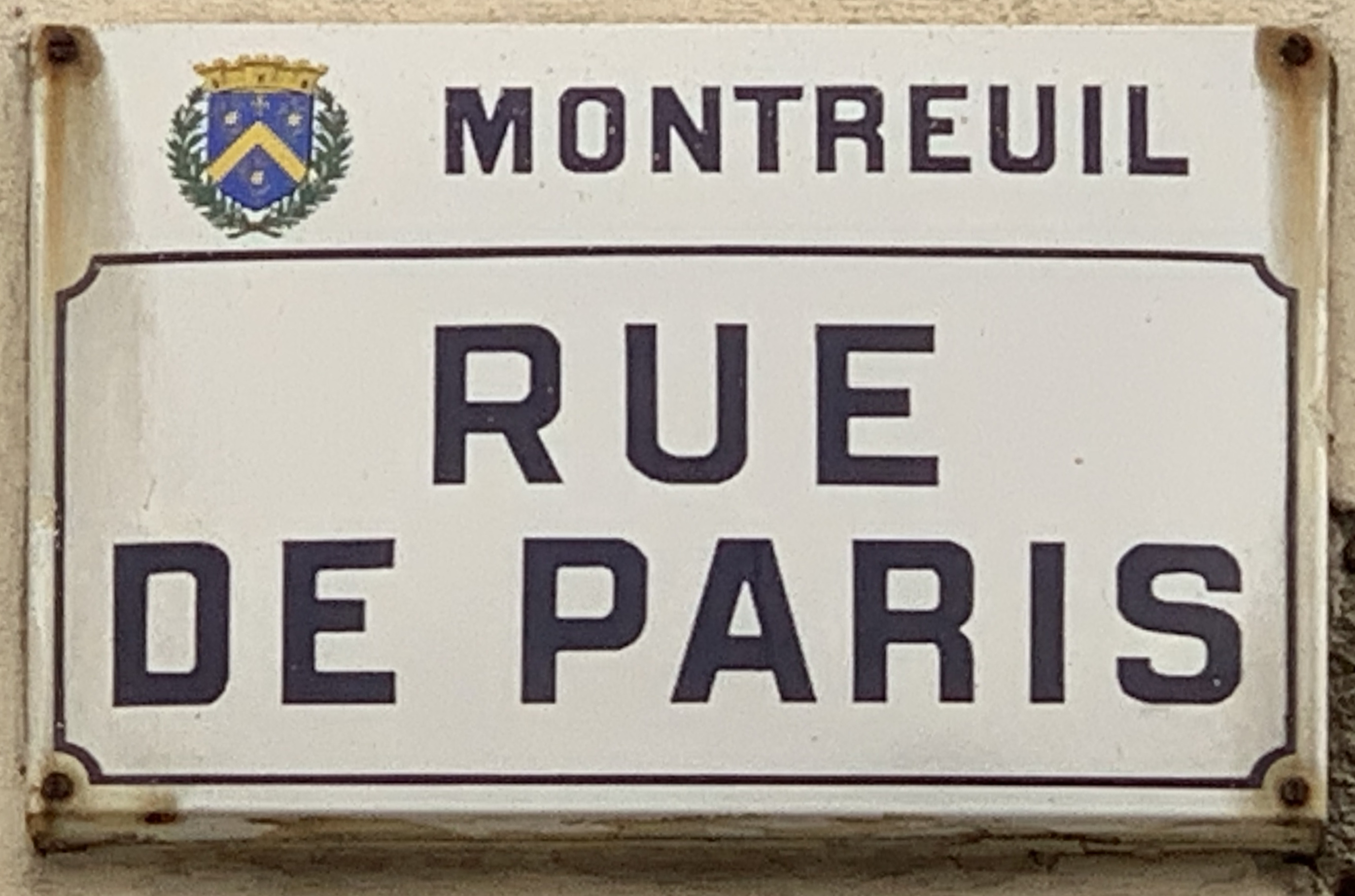
Plaque de la rue.

Cette voie rectiligne est le plus court chemin du centre de Montreuil vers Paris.
En partant de Paris, elle rencontre notamment la rue Robespierre, la rue Marceau, la rue François-Arago avant de se terminer à la place Jacques-Duclos.

## Historique
En tant que voie de circulation touchant la limite de Paris, la rue de Paris fait partie des clichés de la série photographique 6 mètres avant Paris, réalisée en 1971 par Eustachy Kossakowski.

## Bâtiments remarquables et lieux de mémoire

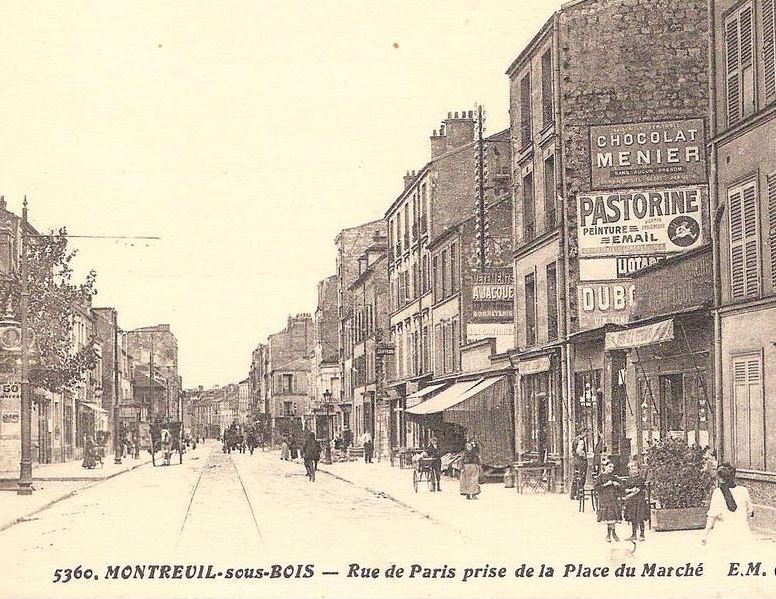
Montreuil-sous-Bois : la rue de Paris et la place du Marché.

- Marché aux puces de la porte de Montreuil.
- Siège central de la Confédération générale du travail.
- Station de métro Robespierre, à l'angle de la rue éponyme.
- Marché de la Croix-de-Chavaux.
- En 1827, Sylvain Milori ouvre au no 261, la première usine de la ville[3]
- Au no 87, rue de Paris : ancienne distillerie Hémard-Pernod et actuelle FLEC-Ecole préparatoire aux métiers du Cinéma et de l'audiovisuel.
- Centre commercial La Grande Porte.
- Rue Catherine-Puig, au croisement avec le no 206, se trouve le tribunal administratif de Montreuil.
- Au no 258 bis vécut l'homme politique Jacques Duclos.